# 9549 Akplatonov
9549 Akplatonov è un asteroide della fascia principale. Scoperto nel 1985, presenta un'orbita caratterizzata da un semiasse maggiore pari a 2,6077185 UA e da un'eccentricità di 0,1083221, inclinata di 11,12228° rispetto all'eclittica.